# Heteropelma arcuatidorsum
Heteropelma arcuatidorsum là một loài tò vò trong họ Ichneumonidae.